# Nina Coolman
Nina Coolman (ur. 25 stycznia 1991 w Brugii) – belgijska siatkarka, reprezentantka kraju, grająca na pozycji przyjmująca. Brązowa medalistka mistrzostw Europy 2013 rozgrywanych w Niemczech i Szwajcarii.
Jej starszy brat Pieter jest siatkarzem oraz reprezentantem Belgii, który obecnie występuje w Knack Randstad Roeselare.

## Sukcesy klubowe
Superpuchar Belgii:
- 2010, 2012

Puchar Belgii:
- 2011, 2019, 2020, 2022[3]

Mistrzostwo Belgii:
- 2011, 2012
- 2013, 2019
- 2017, 2021

Mistrzostwo Francji:
- 2015, 2016

## Sukcesy reprezentacyjne
Liga Europejska:
- 2013

Mistrzostwa Europy:
- 2013